# 新神戸

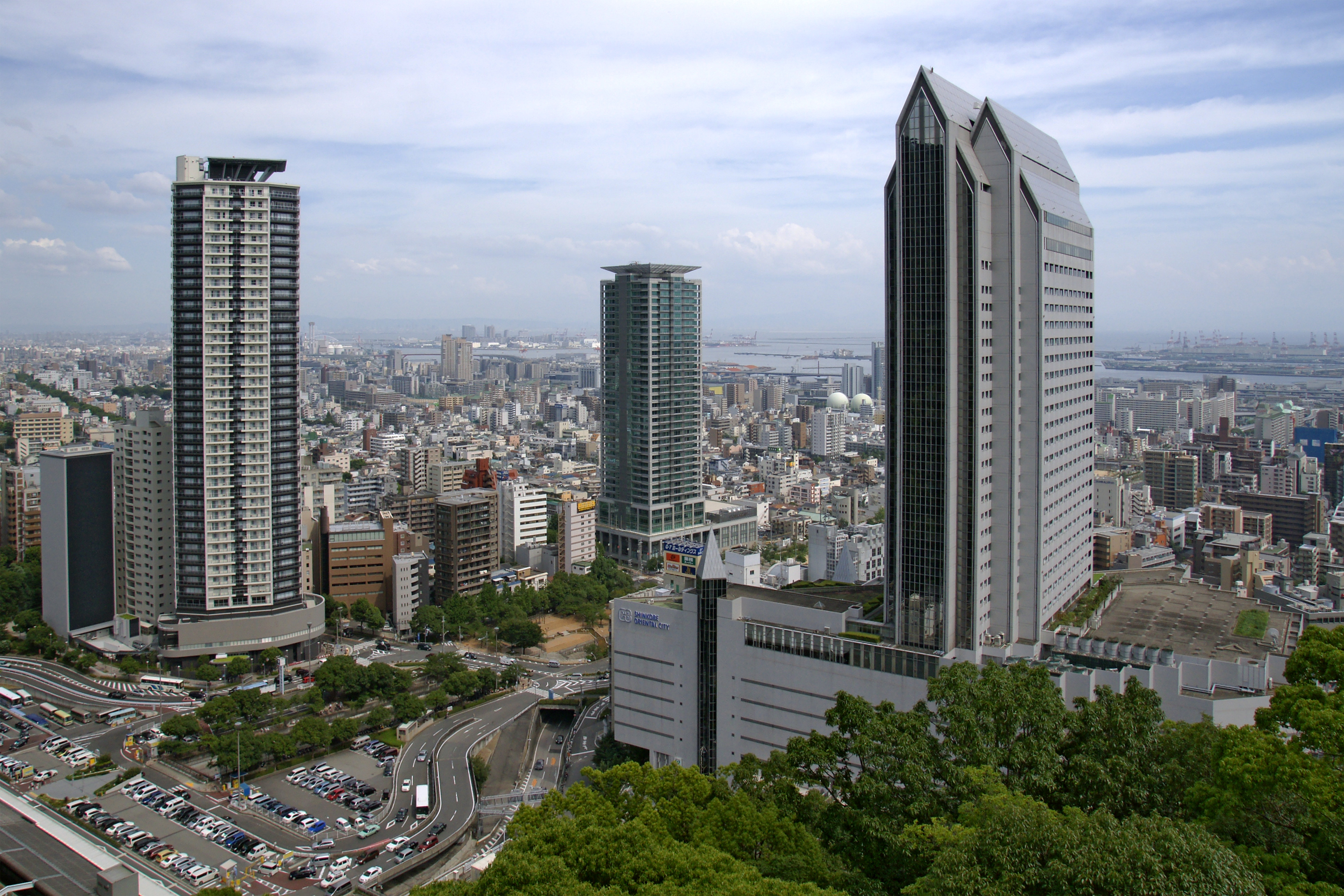
神戸芸術センター（中央）、新神戸オリエンタルシティ（右）

新神戸（しんこうべ）は、神戸市中央区にある新神戸駅周辺の地域名である。

## 所在地
北野町1丁目の東部と生田町、加納町、熊内町4・7・9丁目、熊内橋通5丁目、旗塚通が当地域に該当する。新神戸駅北側の森林地区は布引と呼ばれ、当地域には含まない。

## 駅
- 山陽新幹線 新神戸駅
- 神戸市営地下鉄西神・山手線、北神線 新神戸駅
- 神戸布引ロープウェイ ハーブ園山麓駅

## 施設
- 新神戸オリエンタルシティ - クラウンプラザ神戸、新神戸オリエンタル劇場
- 神戸芸術センター
- 生田川公園